# Schultzea beta
Schultzea beta, thường được gọi là School bass, là loài cá biển duy nhất thuộc chi Schultzea trong họ Cá mú. Loài này được mô tả lần đầu tiên vào năm 1940.

## Phân bố và môi trường sống
S. beta có phạm vi phân bố tương đối rộng rãi ở vùng biển Tây Đại Tây Dương. Loài này được tìm thấy từ bang Bắc Carolina, dọc theo bờ biển Hoa Kỳ và Bahamas trải dài xuống phía đông và nam của vịnh Mexico, và từ Mexico dọc theo phía bắc Yucatan đến Cuba; ở biển Caribe ngoại trừ quần đảo Cayman và khu vực phía nam. S. beta sống xung quanh các rạn san hô và đá ngầm ở vùng đáy cát; độ sâu được ghi nhận là khoảng 21 – 170 m.

## Mô tả
S. beta trưởng thành đạt kích thước khoảng 15 – 16 cm. Cá thể trưởng thành có nâu đỏ ở thân trên và màu trắng bạc ở thân dưới. Thân có lốm đốm các mảng màu nâu đỏ đậm. Mõm màu vàng nhạt. Dưới mắt có sọc màu nâu đỏ. Có 3 sọc nâu đỏ dọc theo lưng và giữa thân (sọc giữa từ mõm băng xuyên qua mắt đến giữa gốc đuôi). Vây đuôi và vây lưng màu vàng lục.
Số gai ở vây lưng: 9; Số tia vây mềm ở vây lưng: 11 - 12; Số gai ở vây hậu môn: 3; Số tia vây mềm ở vây hậu môn: 6 - 8; Số tia vây mềm ở vây ngực: 17 - 18.
Thức ăn của S. beta là những loài động vật giáp xác và động vật thân mềm. Chúng thường bơi thành những nhóm nhỏ. Loài này hiếm khi được đánh bắt.